# Santi Jara
Santiago Jara Collado, detto Santi (Almansa, 2 febbraio 1991), è un calciatore spagnolo, attaccante del Manchester 62.

## Carriera
Ha giocato nella seconda divisione spagnola e nella prima divisione georgiana.